# Denise Okuda
Denise Lynn Okuda es coautora de la Enciclopedia de Star Trek (Viaje a las Estrellas), que según Amazon.com es el libro de referencia número 1 acerca de Star Trek entre los más de 100 libros de no ficción publicados sobre este tema. Okuda es así ampliamente reconocida como contribuidora al inacabable registro histórico de estudios acerca del fenómeno cultural que es Star Trek (Viaje a las Estrellas).
Okuda es también es supervisora de computación, escénica y de video y una escritora conocida por su trabajo en varias películas y producciones de televisión de Star Trek, así como de otros trabajos de ciencia ficción para la televisión. Ella es coautora de la Cronología de Star Trek.  
Denise es actualmente una productora asociada de los efectos especiales para la versión resmasterizada de CBS Paramount de la serie original de Star Trek. Los créditos de Denise también incluyen Star Trek: Espacio profundo nueve, Star Trek: Voyager, Star Trek: Enterprise y cuatro películas de Star Trek. Trabajando con su esposo, Michael, Denise escribió los comentarios de trivia de para las diez películas de la Edición Especial de Star Trek en DVD, así como los comentarios de texto especiales para los sets de Colección de los Fanáticos de Star Trek. Sus otros créditos de producción incluyen los episodios pilotos de Threshold y la versión para televisión de The Flash.
Denise fue una de las catalogadores para el remate de memorabilia de Star Trek para la casa de remates Christie's en el 2006. Ella fue entrevistada acerca de su trabajo para el documental del History Channel Star Trek: Más allá de la frontera final.
Denise actualmente vive en Los Ángeles, California, con su esposo Michael y sus perros Molly y Tranya.